# Bruno Werntgen

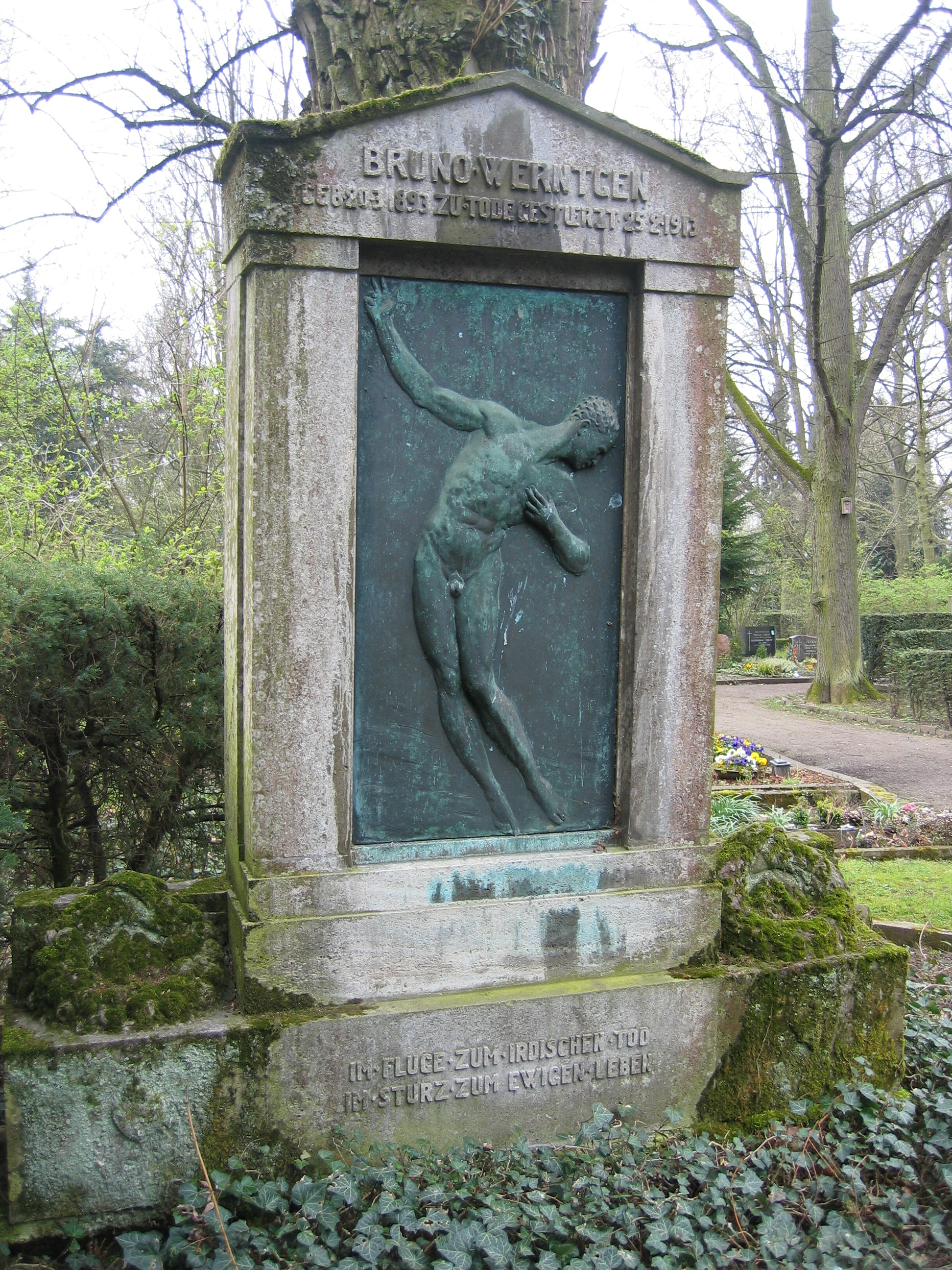
Grób Bruna Werntgena i jego matki, Tony Werntgen w Bonn

Willi Bruno Werntgen, wcześniej Buschmann (ur. 17 marca 1893 w dzisiejszej dzielnicy Duisburga, Beeck, zm. 25 lutego 1913 w Hangelar) – był niemieckim pionierem lotnictwa i instruktorem lotniczym.

## Życiorys
Buschmann był synem kupca, Mathiasa Buschmanna, a jego matką była pionierka lotnictwa, Tony Werntgen (1875–1954), która jako pierwsza kobieta w Niemczech zajmowała się produkcją sprawnych maszyn latających.
W 1909 roku Buschmann studiował przez jeden semestr inżynierię mechaniczną w „Wyższej Szkole Technicznej, w Mittweidzie”.
14 maja 1910 roku Willy Bruno Buschmann otrzymał pozwolenie na używanie nazwiska rodowego swojej matki i zrezygnował z nazwiska po ojcu.
Mając 16 lat, Werntgen był uważany za najmłodszego pilota na świecie. Pracując już jako instruktor lotniczy, 13 grudnia 1910 roku w Berlinie-Johannisthal uzyskał swoją 40. niemiecką licencję pilota. Był częścią linii lotniczych, których właścicielką była jego matka. Siedziby znajdowały się w Köppern, w Taunus (obecnie Friedrichsdorf), później w Kolonii-Merheim i w Hangelar koło Bonn.
1 maja 1911 roku Werntgen zrobił kilka okrążeń samolotem na oczach widzów, później jego matka latała razem z synem w takich widowiskach jako pasażer. Bruno Werntgen, reklamowany jako „najmłodszy pilot świata”, brał udział w licznych zawodach i pokazach lotniczych na terenie całych Niemiec zdobywając liczne nagrody.
Werntgena często uważano za główną atrakcję pokazów lotniczych w Nadrenii. W grudniu 1911 roku ćwiczenia lotnicze zostały zakazane przez administrację wojskową z powodu obaw przed potencjalnym szpiegostwem z powietrza.

## Śmierć
Bruno Werntgen podczas testowania własnego, nowego projektu uległ śmiertelnemu wypadkowi na Hangelarer Heide, gdzie później zbudowano lotnisko Bonn/Hangelar.

## Upamiętnienie

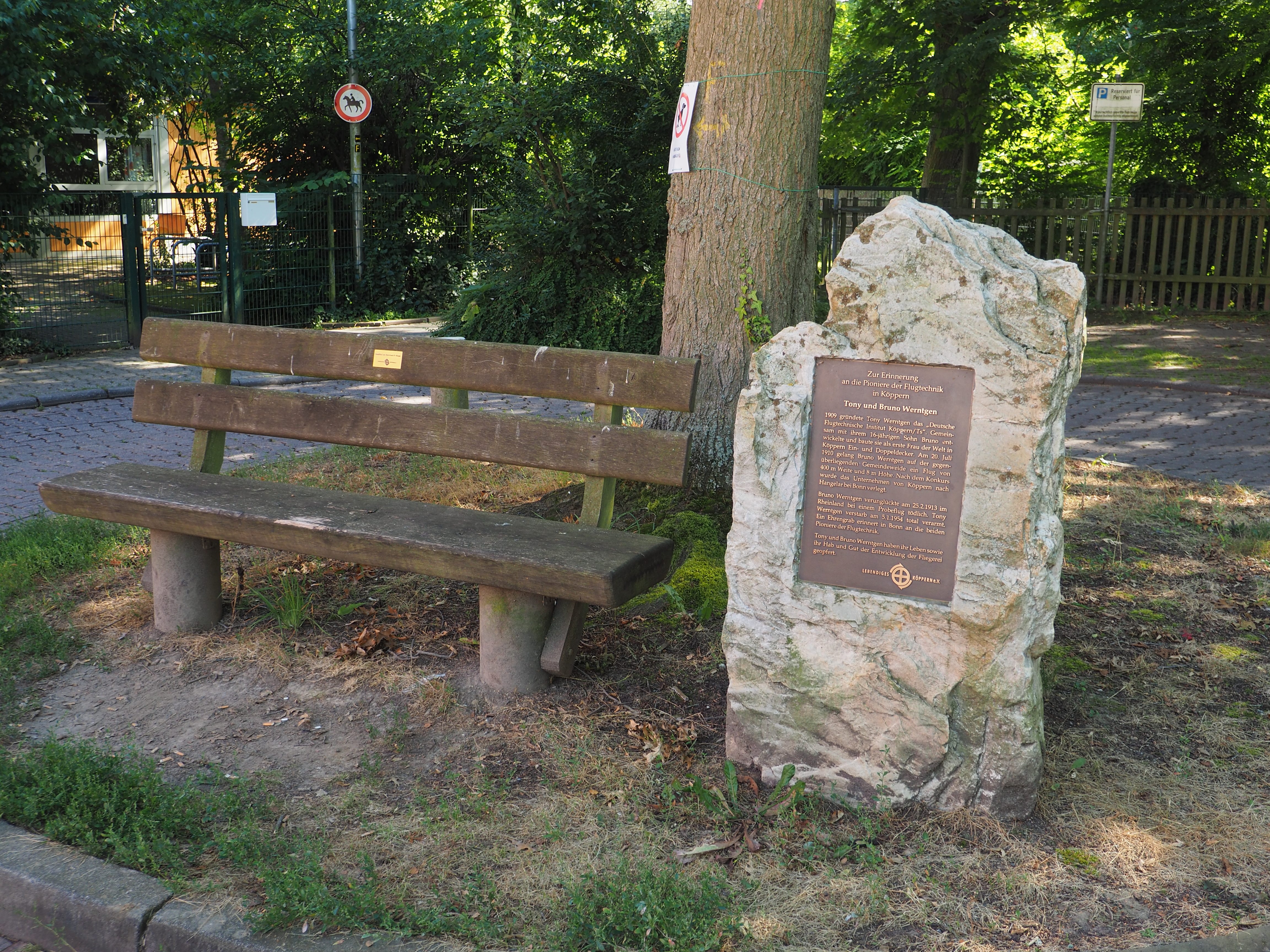
Kamień pamiątkowy poświęcony Tony i Bruno Werntgen

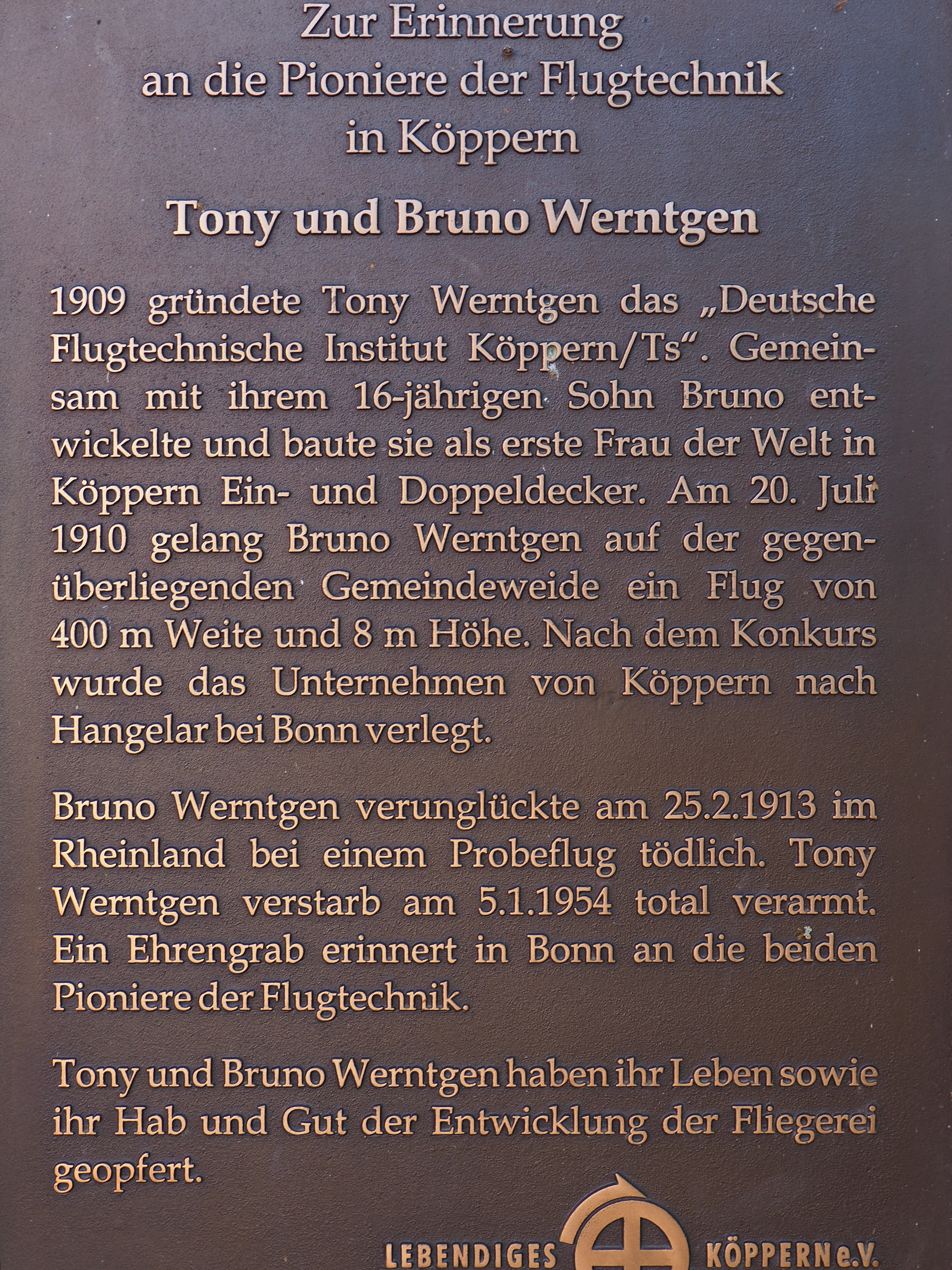
Tablica na kamieniu poświęconym Tony i Bruno Werntgen.

W Koblencji, w 1911 roku, gdzie Werntgen był główną atrakcją pokazu lotniczego na lotnisku w Koblenz-Karthause nazwano jedną z tamtejszych ulic (niem. „Werntgenstrasse”) jego nazwiskiem.

## Literatura
- Paul Wirtz, Ernst Probst: Tony i Bruno Werntgenowie. Dwa życia dla lotnictwa. GRIN Publishers for Academic Texts, Monachium 2011, ISBN 978-3-640-94952-6.